# Список султанов Мальдивских островов
На Мальдивских островах очень рано, ещё в 12 веке, был принят ислам. Поэтому уже тогда здесь был основан султанат, и лишь в 1953 году была провозглашена республика. Среди имен мальдивцев доминируют исламские, арабского происхождения.
- Мухаммед I 1141—1166
- Мути 1166—1184
- Али I 1184—1189
- Динай 1189—1199
- Дихай 1199—1214
- Уади 1214—1233
- Валла Дио 1233—1258
- Худай 1258—1264
- Аим 1264—1266
- Хили 1266—1268
- Кеми 1268—1269
- Мухаммед II 1269—1277
- Али II 1277—1287
- Юсуф 1287—1294
- Салих 1293—1302
- Дауд 1302—1307
- Омар I 1307—1341
- Шихаб 1341—1348
- Раханди (жен.) 1348—1379
- Радафати (жен.) 1379—1383
- Дайин (жен.) 1383—1388
- Усман I 1388

Династия Хилали
- Хусаин I 1388—1397
- Ибрахим I 1397
- Хусаин I 1397—1408
- Наср-аддин 1408—1410
- Хассан II 1411
- Иса 1411
- Ибрахим II 1411—1419
- Усман II 1419—1420
- Данна Мухаммед III1420-1421
- Юсуф II 1421—1442
- Абу Бакр I 1442
- Хассан III 1442—1446
- Саид 1446—1447
- Мухаммед IV 1447—1467
- Хассан III 1467—1468
- Мухаммед V 1468—1479
- Хассан IV 1479—1480
- Омар II 1480—1484
- Хассан V 1484—1486
- Хассан IV 1486—1489
- Хассан VI 1489—1491
- Ибрахим II 1491
- Мухаммед V 1491
- Юсуф III 1491—1492
- Али III 1492—1494
- Калу Мухаммед VI 1494—1508
- Хассан VII 1508—1510
- Ахмед I 1510—1512
- Али IV 1512—1513
- Калу Мухаммед VI 1513—1528
- Хассан VIII 1528—1548
- Мухаммед VII 1548—1550
- Хассан IX 1550—1552
- Абу Бакр II 1554—1556
- Али IV 1558
- Хассан IX 1558—1573
- Мухаммед VIII 1573—1584
- Ибрахим III 1584—1607
- Каманафаану (жен.) 1607—1609
- Хусаин II Фалидери 1609—1620
- Мухаммед IX 1620—1648
- Искандар I 1648—1687
- Мухаммед X 1687—1691
- Мухи уд-Дин 1691—1692

Династия Хамави
- Мухаммед XI 1692

Династия Исидху
- Мухаммед XII 1692—1700
- Али V 1700—1701
- Хассан IX 1701
- Ибрахим III 1701—1704

Династия Дхиямигили
- Мухаммед XIII 1704—1721
- Искандар II 1721—1750
- Мухаммед XIV 1750—1757
- Алина Киладефани 1757—1759

Династия Хурааги
- Хассан X 1759—1767

Династия Дхиямигили
- Мухаммед XV 1767—1773

Династия Хурааги
- Мухаммед XVI 1773—1779
- Хассан XI 1779—1798
- Муин ад-Дин Искандар III 1798—1834
- Мухаммед XVII 1834—1882
- Ибрахим IV 1882—1886
- Мухаммед XVIII 1886—1888
- Ибрахим V 1888—1892
- Мухаммед XIX 1892—1893
- Мухаммед XX 1893—1903
- Искандар IV 1903—1934
- Али Мухаммед Фарид 1934—1935
- Хассан XII 1935—1943
- Али Мухаммед Фарид 1943—1945
- Маджид Диди 1945—1952
- Ахмед II 1952—1953
- Мухаммед Фарид Диди 1954—1968

В периоды с 1552 до 1554 и с 1558 до 1573 местных правителей не было, так как правили португальцы.
С 1658 до 1798 Мальдивы — протекторат Нидерландов. С 1887 до 1965 — протекторат
Великобритании. С 1953 — республика.